# Братолюбівка (Вознесенський район)
Братолю́бівка — село в Україні, у Єланецькій селищній громаді Вознесенського району Миколаївської області.
Населення становить 490 осіб. Орган місцевого самоврядування — Єланецька селищна рада.

## Населення

### Мова
Розподіл населення за рідною мовою за даними перепису 2001 року:

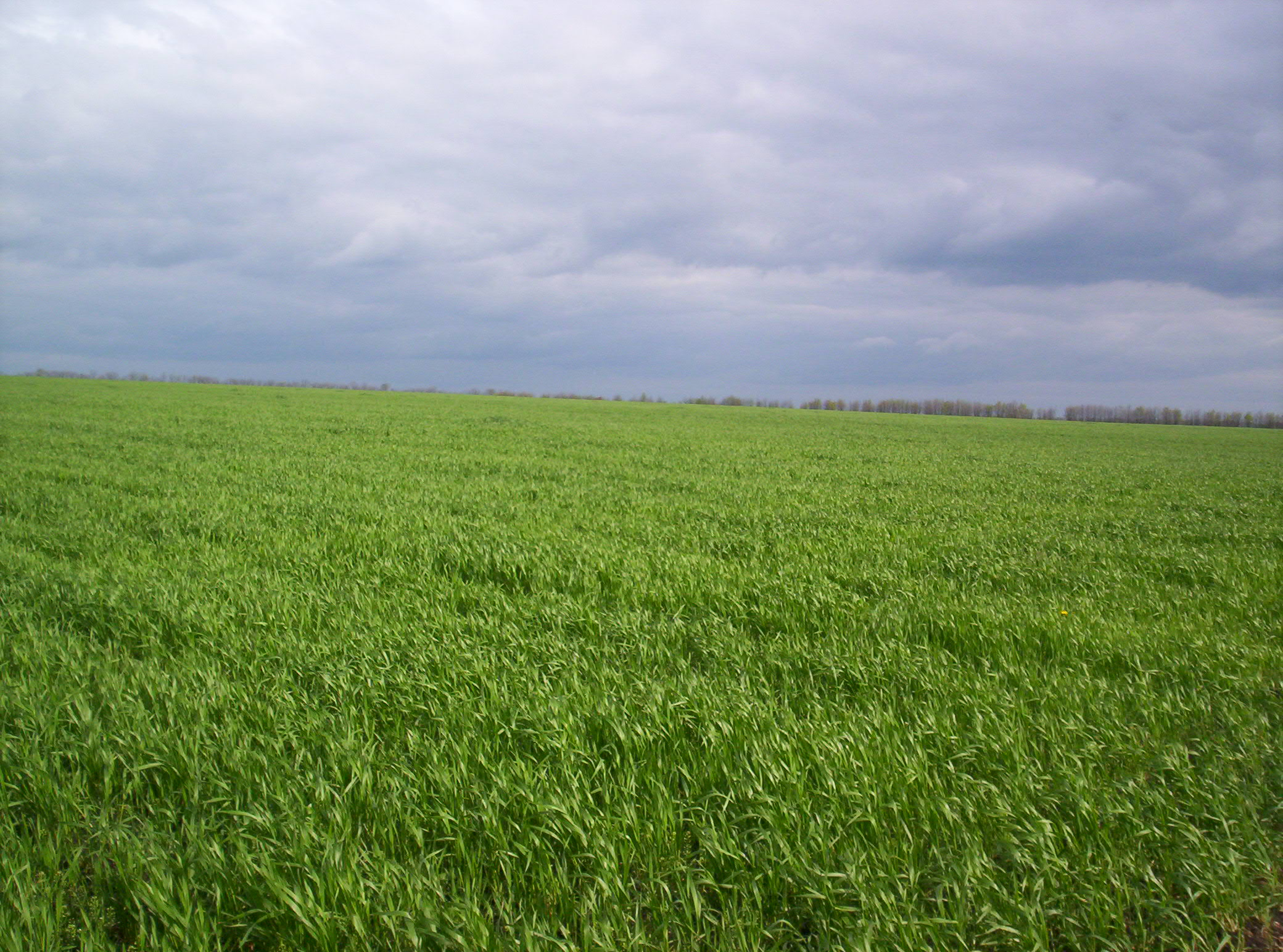
Пшеничне поле між селами Братолюбівка і Півні

| Мова       | Кількість | Відсоток |
| ---------- | --------- | -------- |
| українська | 472       | 96.33%   |
| російська  | 14        | 2.86%    |
| румунська  | 2         | 0.41%    |
| болгарська | 1         | 0.20%    |
| гагаузька  | 1         | 0.20%    |
| Усього     | 490       | 100%     |